# Mauro Cozzoli
Mauro Cozzoli (* 3. April 1946 in Bisceglie, Apulien, Italien) ist ein italienischer Geistlicher und Moraltheologe.

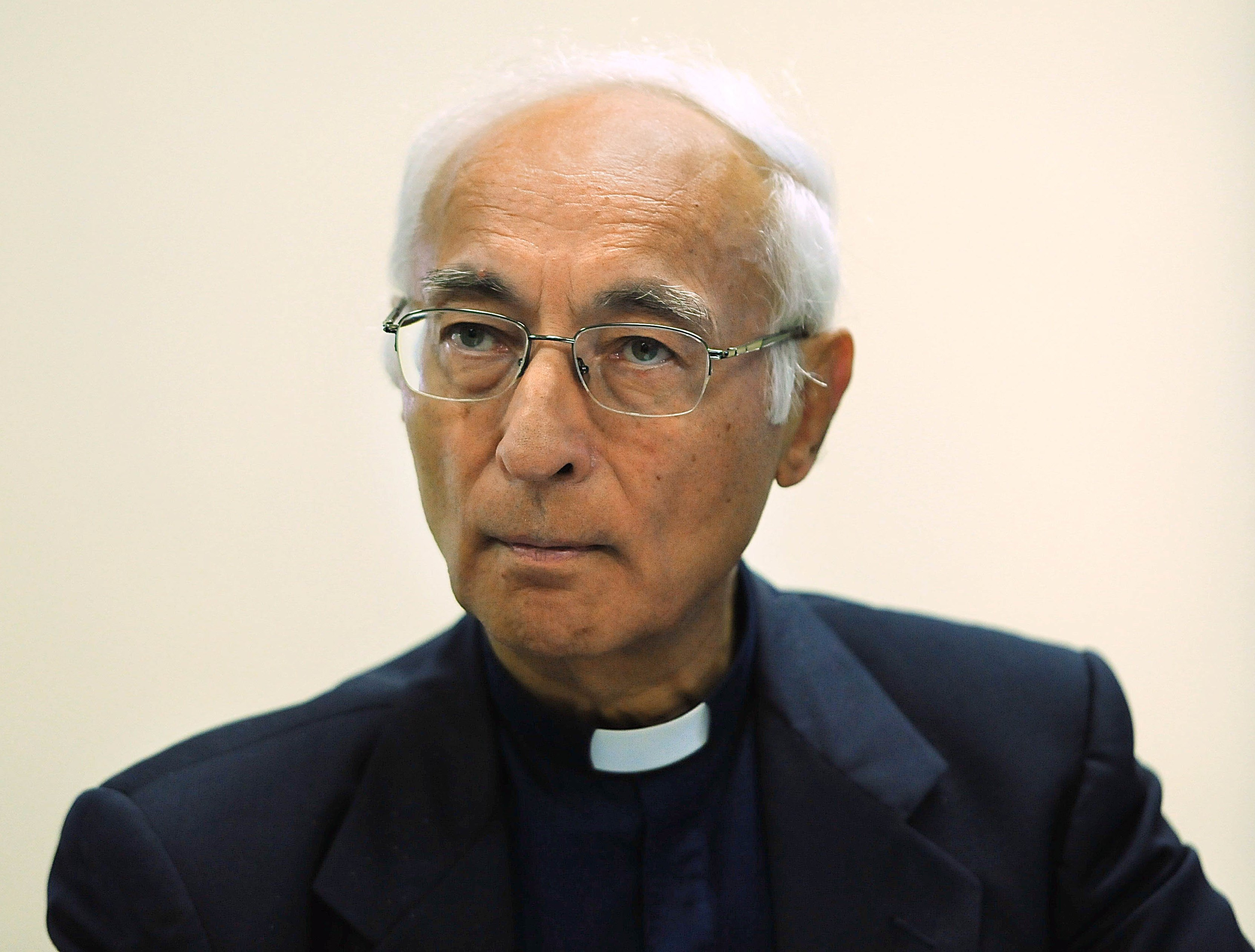
Mauro Cozzoli

## Leben
Mauro Cozzoli studierte am Päpstlichen Römischen Priesterseminar in Rom und empfing am 17. Mai 1970 das Sakrament der Priesterweihe für das Erzbistum Trani-Barletta-Bisceglie. An der Lateranuniversität erwarb er ein Lizenziat in Theologie und wurde an der Accademia Alfonsiana in Moraltheologie promoviert.
An der Päpstlichen Lateranuniversität ist er ordentlicher Professor für Moraltheologie. Darüber hinaus lehrt er an der Accademia Alfonsiana und am Priesterseminar der Kirchenregion Apulien in Molfetta.
Seit 1999 ist er Spiritual am Päpstlichen Römischen Priesterseminar in Rom, wo er auch seinen Wohnsitz hat.
Im deutschsprachigen Raum wird er vor allem in seiner Funktion als Berater des Päpstlichen Rates für die Pastoral im Krankendienst und als moraltheologischer Berater verschiedener Medien wahrgenommen. So äußerte er sich anlässlich eines Besuchs des Rates in Deutschland zur Betreuung von Demenzpatienten. Er verteidigte die Weigerung der Kurie, dem NS-Kriegsverbrecher Erich Priebke ein Begräbnis in Rom zu gewähren, da dies als Rehabilitation oder Bagatellisierung von Priebkes Taten verstanden werden könnte. Im Fall der Komapatientin Eluana Englaro kritisierte Cozzoli die vom italienischen Verfassungsgericht bestätigte Einstellung der Ernährung als „regelrechtes Todesurteil“. Am 28. Oktober 2021 berief ihn Papst Franziskus zum Konsultor der Kongregation für die Glaubenslehre.
Zu verschiedenen moraltheologischen und ethischen Themen hat Mauro Cozzoli mehrere Bücher und eine große Zahl wissenschaftlicher Aufsätze veröffentlicht.